# Stemonoporus moonii
Stemonoporus moonii là một loài thực vật thuộc họ Dipterocarpaceae. Đây là loài đặc hữu của Sri Lanka. Chúng hiện đang bị đe dọa vì mất môi trường sống.